# Proizvodna filozofija
Proizvodna filozofija je težnja upravljačke strukture za povećanjem profitabilnosti i konkurentske sposobnosti.
Postoje:
1. Europski pristup: podrazumijeva visoku tehnologiju tj. visoko-proizvodne strojeve
2. Američki koncept: visoko-proizvodnom stroju dodaje efekte velikog tržišta
3. Japanska proizvodna filozofija: karakterizira je dobro isplaniran visoko organiziran i motiviran rad te tržištem usklađena proizvodnja.